# Ellisina izuensis
Ellisina izuensis är en mossdjursart som beskrevs av Shunsuke F. Mawatari 1981. Ellisina izuensis ingår i släktet Ellisina och familjen Calloporidae. Inga underarter finns listade i Catalogue of Life.